# MG 34

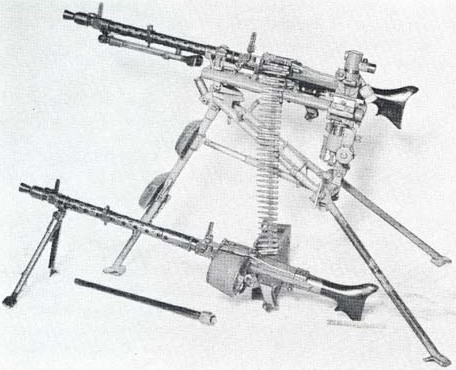
MG 34

34호 기관총(독일어: Maschinengewehr 34)는 나치 독일의 공냉식 기관총이다. 7.92 x 57 mm 마우저 탄을 사용하며, 쇼트 리코일 방식으로 동작한다. MG 34는 다목적 기관총의 시초로 평가된다.

## 같이 보기
- MG 42